# Persone di cognome Berardi
| Questa pagina contiene informazioni ricavate automaticamente dalle voci biografiche con l'ausilio del template Bio e di un bot. L'aggiornamento è periodico e automatico e ricostruisce completamente la pagina. Se manca una persona in questa lista, sei pregato di non aggiungerla, ma accertati piuttosto che la sua voce biografica contenga il template Bio e che i dati anagrafici siano correttamente compilati. Se il template Bio manca, inseriscilo tu stesso o, in alternativa, metti l'avviso {{tmp\|Bio}} che ne segnala la mancanza. Se i dati riportati sono sbagliati, correggi direttamente la voce biografica; le modifiche saranno visibili in questa lista entro pochi giorni. Per chiarimenti vedi il progetto biografie. La lista contiene solo le 46 persone che sono citate nell'enciclopedia e per le quali è stato implementato correttamente il template Bio. Pagina aggiornata al 22 ott 2022. |

Questa è una lista di persone presenti nell'enciclopedia che hanno il cognome Berardi, suddivise per attività principale.

## Allenatori di pallacanestro(1)
- Víctor Hugo Berardi, allenatore di pallacanestro uruguaiano (Montevideo, n.1950 - † 2015)

## Architetti(2)
- Pier Niccolò Berardi, architetto italiano (Fiesole, n.1904 - Firenze, † 1989)
- Roberto Berardi, architetto e urbanista italiano (Milano, n.1937 - Firenze, † 2008)

## Attori(1)
- Ciro Berardi, attore cinematografico italiano (Fano, n.1909 - Fano, † 1961)

## Aviatori(1)
- Angelo Berardi, aviatore e militare italiano (Taranto, n.1887 - Taranto, † 1918)

## Briganti(1)
- Marco Berardi, brigante italiano (Mangone - Sila)

## Calciatori(4)
- Domenico Berardi, calciatore italiano (Cariati, n.1994)
- Filippo Berardi, calciatore sammarinese (San Marino, n.1997)
- Gaetano Berardi, calciatore svizzero (Sorengo, n.1988)
- Marco Berardi, calciatore sammarinese (n.1993)

## Cantanti lirici(1)
- Berardo Berardi, cantante lirico italiano (Gualdo Cattaneo, n.1878 - Tavernelle, † 1918)

## Cardinali(6)
- Berardo dei Marsi, cardinale e vescovo italiano (Colli di Monte Bove, n.1079 - Marsia, † 1130)
- Berardo Berardi, cardinale italiano (Cagli - Spoleto, † 1291)
- Giovanni di Tuscolo, cardinale italiano (Marsica - † 1119)
- Giuseppe Berardi, cardinale italiano (Ceccano, n.1810 - Roma, † 1878)
- Leone Marsicano, cardinale, vescovo cattolico e monaco cristiano italiano (Marsica - Ostia Antica, † 1115)
- Oderisio di Montecassino, cardinale e abate italiano (Marsica - Montecassino, † 1105)

## Compositori(1)
- Angelo Berardi, compositore italiano (Sant'Agata Feltria - Roma, † 1694)

## Filosofi(1)
- Franco Berardi, filosofo e saggista italiano (Bologna, n.1949)

## Fumettisti(2)
- Davide Berardi, fumettista italiano (Bergamo, n.1980)
- Giancarlo Berardi, fumettista italiano (Genova, n.1949)

## Generali(2)
- Gabriele Berardi, generale italiano (Sant'Angelo dei Lombardi, n.1861 - Villesse, † 1915)
- Paolo Berardi, generale italiano (Torino, n.1885 - Torino, † 1953)

## Giuristi(1)
- Andrea Berardi, giurista, avvocato e pubblicista italiano (Roma, n.1907 - San Polo dei Cavalieri, † 1984)

## Ingegneri(1)
- Eugenio Berardi, ingegnere e imprenditore italiano (Lugo, n.1921 - Ravenna, † 1977)

## Militari(1)
- Giovanni Berardi, militare italiano (Valfenera, n.1902 - Abdulla, † 1939)

## Monaci cristiani(1)
- Giovanni Berardi, monaco cristiano italiano

## Nobili(4)
- Berardo Berardi, nobile francese (Arles - Marsica)
- Pietro da Celano, nobile italiano († 1212)
- Thomas Bérard, nobile e militare italiano († 1273)
- Tommaso da Celano, nobile italiano

## Politici(7)
- Amato Berardi, politico e imprenditore italiano (Longano, n.1958)
- Antonio Berardi, politico italiano (Poggio Renatico, n.1894 - † 1975)
- Fabio Berardi, politico sammarinese (Borgo Maggiore, n.1959)
- Filippo Berardi, politico italiano (Ceccano, n.1830 - Roma, † 1895)
- Giovanni Battista Berardi, politico italiano (Lugo di Romagna, n.1895)
- Roberto Berardi, politico italiano (Grosseto, n.1972)
- Tiberio Berardi, politico italiano (Perugia, n.1815 - Perugia, † 1890)

## Poliziotti(1)
- Rosario Berardi, poliziotto italiano (Bari, n.1926 - Torino, † 1978)

## Presbiteri(1)
- Carlo Sebastiano Berardi, presbitero e avvocato italiano (Oneglia, n.1719 - † 1768)

## Produttori cinematografici(1)
- Mauro Berardi, produttore cinematografico italiano (Roma, n.1943)

## Stilisti(1)
- Antonio Berardi, stilista inglese (Grantham, n.1968)

## Terroristi(1)
- Francesco Berardi, brigatista italiano (Terlizzi, n.1929 - Cuneo, † 1979)

## Velocisti(1)
- Gian Nicola Berardi, ex velocista sammarinese (n.1979)

## Vescovi(1)
- Attone dei Marsi, vescovo italiano (Marsica, n.1034 - Roma, † 1071)

## Vescovi cattolici(1)
- Timoteo Berardi, vescovo cattolico italiano (Genova - Noli, † 1616)